# 56. Palio Città della Quercia
Das 56. Palio Città della Quercia war eine Leichtathletik-Veranstaltung, die am 8. September 2020 im Stadio Quercia im norditalienischen Rovereto im Trentino stattfand. Die Veranstaltung war Teil der World Athletics Continental Tour und zählte zu den Silber-Meetings, der zweithöchsten Kategorie dieser Leichtathletik-Serie.

## Resultate

### Männer

#### 100 m
| Platz | Athlet          | Land | Zeit (s) |
| ----- | --------------- | ---- | -------- |
| 1     | Akani Simbine   | RSA  | 10,17    |
| 2     | Marcell Jacobs  | ITA  | 10,21    |
| 3     | Eseosa Desalu   | ITA  | 10,33    |
| 4     | Mouhamadou Fall | FRA  | 10,38 SB |
| 5     | Joris van Gool  | NED  | 10,46    |
| 6     | Roberto Rigali  | ITA  | 10,57    |
| 7     | Matteo Melluzzo | ITA  | 10,79    |
| 8     | Demek Kemp      | USA  | 11,12    |

Wind: +0,5 m/s

#### 400 m
| Platz | Athlet              | Land | Zeit (s) |
| ----- | ------------------- | ---- | -------- |
| 1     | Rabah Yousif        | GBR  | 46,02 SB |
| 2     | Luka Janežič        | SVN  | 46,16    |
| 3     | Brayan Lopez        | ITA  | 47,00 PB |
| 4     | Liemarvin Bonevacia | NED  | 47,07    |
| 5     | Michele Tricca      | ITA  | 47,08    |
| 6     | David Kendziera     | USA  | 47,17    |
| 7     | Terrence Agard      | NED  | 48,93    |
| 8     | Lorenzo Veroli      | ITA  | 49,24    |

#### 800 m
| Platz | Athlet                    | Land | Zeit (min) |
| ----- | ------------------------- | ---- | ---------- |
| 1     | Ferguson Cheruiyot Rotich | KEN  | 1:44,82 SB |
| 2     | Collins Kipruto           | KEN  | 1:45,26 SB |
| 3     | Cătălin Tecuceanu         | ROM  | 1:46,41 PB |
| 4     | Simone Barontini          | ITA  | 1:46,64 PB |
| 5     | Gabriele Aquaro           | ITA  | 1:47,01 PB |
| 6     | Stefano Migliorati        | ITA  | 1:48,58    |
|       | Joshua Ralph              | AUS  | DNF        |
|       | Jake Wightman             | GBR  | DNS        |

#### 5000 m
| Platz | Athlet              | Land | Zeit (min)  |
| ----- | ------------------- | ---- | ----------- |
| 1     | Olivier Irabaruta   | BDI  | 13:38,12    |
| 2     | Pietro Riva         | ITA  | 13:39,43 PB |
| 3     | Sebastiano Parolini | ITA  | 13:52,84 PB |
| 4     | Ahmed Ouhda         | ITA  | 14:14,88    |
| 5     | Cesare Maestri      | ITA  | 14:23,46 PB |
| 6     | Pasquale Selvarolo  | ITA  | 14:41,29    |
|       | Pornon Toure        | ITA  | DNF         |
|       | David Nikolli       | ALB  | DNF         |
|       | Yassin Bouih        | ITA  | DNF         |
|       | Marouan Razine      | ITA  | DNS         |

#### 110 m Hürden
| Platz | Athlet             | Land | Zeit (s) |
| ----- | ------------------ | ---- | -------- |
| 1     | Freddie Crittenden | USA  | 13,31    |
| 2     | Andrew Pozzi       | GBR  | 13,31    |
| 3     | Aaron Mallet       | USA  | 13,39 SB |
| 4     | Lorenzo Perini     | ITA  | 13,61    |
| 5     | Petr Svoboda       | CZE  | 13,71    |
| 6     | Antonio Alkana     | RSA  | 13,78    |
| 7     | Hassane Fofana     | ITA  | 13,82    |
| 8     | Mattia Montini     | ITA  | 14,15    |

Wind: +0,6 m/s

#### 400 m Hürden
| Platz | Athlet          | Land | Zeit (s) |
| ----- | --------------- | ---- | -------- |
| 1     | Wilfried Happio | FRA  | 49,28    |
| 2     | Rasmus Mägi     | EST  | 49,79    |
| 3     | Mario Lambrughi | ITA  | 50,38    |
| 4     | Yasmani Copello | TUR  | 50,40    |
| 5     | Ramsey Angela   | NED  | 50,66    |
| 6     | Nick Smidt      | NED  | 50,68    |
| 7     | Chris McAlistar | GBR  | 50,96    |
| 8     | Mattia Contini  | ITA  | 51,54    |

#### Weitsprung
| Platz | Athletin              | Land | Weite (m) |
| ----- | --------------------- | ---- | --------- |
| 1     | Ruswahl Samaai        | RSA  | 8,00      |
| 2     | Filippo Randazzo      | ITA  | 7,99      |
| 3     | Antonino Trio         | ITA  | 7,72      |
| 4     | Antonmarco Musso      | ITA  | 7,44 SB   |
| 5     | Maximilian Entholzner | GER  | 7,40      |
| 6     | Ingar Kiplesund       | NOR  | 7,37      |
| 7     | Lorenzo Naidon        | ITA  | 7,34 PB   |
| 8     | Andrea Pianti         | ITA  | 7,10      |

#### Speerwurf
| Platz | Athlet             | Land | Weite (m) |
| ----- | ------------------ | ---- | --------- |
| 1     | Norbert Bonvecchio | ITA  | 76,34 SB  |
| 2     | Roberto Orlando    | ITA  | 75,46 SB  |
| 3     | Jami Kinnunen      | FIN  | 74,13     |
| 4     | Mauro Fraresso     | ITA  | 74,11     |
| 5     | Roberto Bertolini  | ITA  | 72,63     |
| 6     | Matteo Masetti     | ITA  | 68,52     |
| 7     | Gianluca Tamberi   | ITA  | 67,04     |
| 8     | Dawid Wegner       | ITA  | 73,25     |
| 9     | Michele Fina       | ITA  | DNF       |

### Frauen

#### 100 m
| Platz | Athlet             | Land | Zeit (s) |
| ----- | ------------------ | ---- | -------- |
| 1     | Arialis Gandulla   | CUB  | 11,39 SB |
| 2     | Kristal Awuah      | GBR  | 11,47 SB |
| 3     | Anna Bongiorni     | ITA  | 11,49    |
| 4     | Irene Siragusa     | ITA  | 11,52    |
| 5     | Naomi Sedney       | NED  | 11,66    |
| 6     | Chiara Melon       | ITA  | 11,83    |
| 7     | Giorgia Bellinazzi | ITA  | 11,88    |
| 8     | Zaynab Dosso       | ITA  | 24,23    |

Wind: +0,8 m/s

#### 400 m
| Platz | Athlet              | Land | Zeit (s) |
| ----- | ------------------- | ---- | -------- |
| 1     | Corinna Schwab      | GER  | 52,69    |
| 2     | Ayomide Folorunso   | ITA  | 52,77 SB |
| 3     | Rebecca Borga       | ITA  | 52,84 PB |
| 4     | Raphaela Lukudo     | ITA  | 53,10 SB |
| 5     | Anita Horvat        | SVN  | 53,14    |
| 6     | Wiktorija Tkatschuk | UKR  | 53,53    |
| 7     | Virginia Troiani    | ITA  | 53,59    |
| 8     | Anna Polinari       | POL  | 53,88 PB |

#### 800 m
| Platz | Athlet              | Land | Zeit (min) |
| ----- | ------------------- | ---- | ---------- |
| 1     | Hedda Hynne         | NOR  | 1:59,15 NR |
| 2     | Lore Hoffmann       | SUI  | 2:00,51 PB |
| 3     | Nadia Power         | IRL  | 2:01,01 PB |
| 4     | Lindsey Butterworth | CAN  | 2:01,01 SB |
| 5     | Keely Hodgkinson    | GBR  | 2:01,73 PB |
| 6     | Elena Bellò         | ITA  | 2:02,08    |
| 7     | Eleonora Vandi      | ITA  | 2:04,64    |
| 8     | Serena Troiani      | ITA  | 2:05,02    |
| 9     | Gaia Sabbatini      | ITA  | 2:05,74    |
|       | Alexandra Troiani   | ITA  | DNF        |

#### 100 m Hürden
| Platz | Athlet            | Land | Zeit (s) |
| ----- | ----------------- | ---- | -------- |
| 1     | Luminosa Bogliolo | ITA  | 12,90    |
| 2     | Taliyah Brooks    | USA  | 13,09 SB |
| 3     | Giada Carmassi    | ITA  | 13,31    |
| 4     | Linda Giuzzetti   | ITA  | 13,36    |
| 5     | Elena Marini      | ITA  | 13,41 PB |
| 6     | Sharona Bakker    | NED  | 13,44    |
| 7     | Eefje Boons       | NED  | 13,45 SB |
| 8     | Desola Oki        | ITA  | 13,87    |

Wind: +1,1 m/s

#### Hochsprung
| Platz | Athletin           | Land | Höhe (m) |
| ----- | ------------------ | ---- | -------- |
| 1     | Levern Spencer     | LCA  | 1,84     |
| 2     | Desirée Rossit     | ITA  | 1,81     |
| 3     | Marta Morara       | ITA  | 1,78     |
| 4     | Teresa Rossi       | ITA  | 1,72     |
| 5     | Pamela Croci       | ITA  | 1,72     |
| 6     | Asia Tavernini     | ITA  | 1,68     |
|       | Martina Leorato    | ITA  | DNS      |
|       | Rebecca Mihalescul | ITA  | DNS      |

#### Weitsprung
| Platz | Athletin          | Land | Weite (m) |
| ----- | ----------------- | ---- | --------- |
| 1     | Taliyah Brooks    | USA  | 6,51      |
| 2     | Abigail Irozuru   | GBR  | 6,50      |
| 3     | Larissa Iapichino | ITA  | 6,43      |
| 4     | Laura Strati      | ITA  | 6,35      |
| 5     | Tania Vicenzino   | ITA  | 6,30      |
| 6     | Irene Pusterla    | SUI  | 6,10      |
| 7     | Elisa Naldi       | ITA  | 6,07      |
| 8     | Carol Zangobbo    | ITA  | 6,01      |
|       | Yanis David       | FRA  | DNS       |

#### Speerwurf
| Platz | Athletin                      | Land | Weite (m) |
| ----- | ----------------------------- | ---- | --------- |
| 1     | Christin Hussong              | GER  | 61,13     |
| 2     | Pascaline Adjimon Adanhouegbe | BEN  | 56,75 NR  |
| 3     | Christine Winkler             | GER  | 56,16     |
| 4     | Liveta Jasiūnaitė             | LTU  | 55,43     |
| 5     | Carolina Visca                | ITA  | 54,90     |
| 6     | Sara Jemai                    | ITA  | 52,75     |
| 7     | Federica Botter               | ITA  | 51,71     |